# Salomon 2. af Etiopien
Salomon II eller Solomon II (etiop. ሣሎሞን) var fra 13. april 1777 til 20. juli 1779 Negus Negest (kejser) af Etiopien. Han var søn af Abeto Adigo og var muligvis den kejser Solomon, som den rejsende Henry Salt nævnte som en af de tidligere kejsere, der endnu levede da Salt besøgte Etiopien 1809/1810.
Salomon kom på tronen efter at Ras Gusho og Wand Bewossen havde afsat den tidligere kejser Tekle Haymanot II.
Ifølge Richard Pankhurst kan bygningen af kirken Qeddus Fasilides ("den hellige Fasilides") i Gonder føres tilbage til Salomon II.